# مدرسة طليطلة للمترجمين
مدرسة طُليطلة للمُترجمين (بالإسبانية: Escuela de Traductores de Toledo)‏ مُؤسسة بحثية تقع في مدينة طليطلة، تابعة لجامعة كاستيا لا مانتشا. تُوجه نشاطها إلى إعداد مُترجمي اللغة العربية والعبرية بهدف تعزيز التفاهم والتحدث والكتابة بكلا اللغتين، ويشتمل هذا النشاط أيضًا على الدراسات العليا المُتمثلة في البرنامج الدراسي المُتعارف عليه ببرنامج الترجمة التخصصية من العربية إلى الإسبانية. وتعود بداية نشاطها إلى سنة 1994 تحت لواء المجلس الجامعي لطُليطلة وذلك بدعم من المُؤسسة الأوروبية للثقافة. وبدايةً من عام 1999، دأبت المدرسة على تنظيم برامج دراسية لتعليم مبادئ اللغة العربية وتكوين جيل جديد من المُترجمين من العربية إلى الإسبانية. وفي مجال البحث العلمي، تعمل المدرسة على تنظيم ودعم برامج الترجمة والبحث الدراسي بشتى أنواعه، حيث يُشارك سنويًا الكثير من طلاب الجامعات العربية وجميع أنحاء دول حوض البحر المتوسط في دورات مُخصصة في الترجمة من العربية إلى الإسبانية. وتتم هذه البرامج بمُشاركة ودعم من كل المؤسسات والأساتذة المُنتمين لجامعة كاستيا لا مانتشا.
كتب المُؤرخون أن مدرسة طُليطلة للمُترجمين من أقدم وأهم مدارس الترجمة في أوروبا، حيث خرجت من بين جدرانها كُبرى الترجمات في العصور الوسطى، لتُؤسس مِهاد الحضارة الأوروبية بشكلها الحالي. واقترن اسم مدرسة طُليطلة للمُترجمين تاريخيًا منذ القرنين الثاني والثالث عشر بمُختلف عمليات الترجمة والترجمة الفورية للنصوص الكلاسيكية الإغريقية اللاتينية، والتي تم نقلها من العربية والعبرية عبر الاستفادة من اللغة الرومانسية القشتالية باعتبارها لغة وسيطة، أو مُباشرة إلى اللغات العامية الناشئة، وبشكل أساسي القشتالية. ونقلت المدرسة بشكل أساسي النصوص الفلسفية واللاهوتية، حيث قام دومينجو جونديسالبو فيما بين 1130 و1170 بالترجمة الفورية وكتابة تعليقات أرسطو باللاتينية نقلًا عن العربية، والتي قام بنقلها اليهودي المُتحول خوان إسبانو إلى الإسبانية. واستمر هذا النشاط في النصف الأول من القرن الثالث عشر. وكان لألفونسو العاشر دورًا كبيرًا في النهوض بالمدرسة وإنعاش الترجمات حيث تُرجمت العلوم الأوروبية في العصور الوسطى في القرن الثاني عشر، عن طريق نقل المعرفة العربية واليونانية واليهودية في علوم الفلك والطب وغيرها من العلوم، وجعلها متاحةً لكل شخص يقرأ ويكتب في أوروبا. بالإضافة إلى أنه كان أول من جعل اللغة الإسبانية القشتالية لغةً للثقافة، حيث شجع على ترجمة الكتاب المقدس إليها. كما قامت المدرسة أيضًا بأول ترجمة للقرآن. وكان له دور بارز في الدراسات العلمية والجامعية حيث أنشأ جامعة إشبيلية عام 1254، وقد أغدق على جامعة سلامنكا أموالًا طائلة في عهده حتى أصبحت تُنافس في الشهرة والمكانة العلمية الجامعات المشهورة آنذاك مثل جامعة بولونيا في إيطاليا وجامعة باريس بفرنسا.
يأتي كتاب الإنجيل وكتاب كليلة ودمنة وكتاب التلمود وقسم من مُؤلفات ابن رشد على قمة المُؤلفات التي تُرجمت في عهده إلى اللغة الإسبانية. وبالمثل أمر الملك ألفونسو كذلك بترجمة بعض الكتب في الألعاب الشرقية مثل كتاب الشطرنج، كما أنه استخدم الموسيقى الأندلسية في وضع أناشيده الغاليكية البرتغالية ذائعة الصيت مثل كانتيجاس دي سانتا ماريا (1221- 1284). ويُعد جيراردو الكريموني الذي قام بترجمة كتاب التصور الأوروبي للطبيب الفارسي الرازي من العربية إلى الإسبانية من أعلام المدرسة، حيث ترجم أكثر من 87 كتاب في العلوم العربية.

## خلفية تاريخية
عقب استيلاء ألفونسو السادس على طُليطلة عام 1085، أولى المدن الإسلامية الأندلسية الكبيرة التي وقعت في أيدي المسيحيين، أصبحت المدينة المركز الذي انتشرت منه الثقافة العربية إلى باقٍ نواحي إسبانيا وأوروبا، حيث كُتبت أكثر من ألف وثيقة بعد سقوطها وكانت مليئة بالمكتبات وخزائن الكتب العربية والعبرية. وظل حُكام المدينة يحمون العرب واليهود الذين آثروا البقاء والاستقرار بها، ولذلك ظل النسيج الحضاري للمدينة عربيًا عبريًا. كما غلبت العروبة على نصارى طليطلة الذين اتخذوا اللغة والثقافة العربية لأنفسهم، حيث كانوا يُقيمون صلواتهم وطقوسهم الكنسية باللغتين العربية واللاتينية، وأُطلق على هذا الطقس الكنسي اسم الطقس المستعرب. وظل سُكانها مُتمسكين بعروبتهم، حيث كانت جميع مُعاملاتهم باللغة العربية حتى أواخر القرن السادس عشر. وفي تلك الأثناء، لعب أسقف طُليطلة وكبير مُستشاري مُلوك قشتالة رايموندو دي ساوباتيت دورًا هامًا في إدخال النصوص العربية في دوائر الدراسة الغربية، وبخاصة في مجالات الفلك والقوانين، وهو الحدث الذي أثر بشكل جلي على أوروبا. واستغل الأسقف رايموندو التعدد والوضع الذي تعايش فيه المسيحيون والمسلمون واليهود وقام برعاية مشاريع الترجمة الثقافية المُختلفة التي عمل عليها جماعة من المُترجمين والكتاب، استجابةً لرغبة القصور الملكية في أوروبا المسيحية، والتي عُرفت لاحقًا بمدرسة طُليطلة للمُترجمين. وأمكن ترتيب اللغات السائدة وقتها على النحو التالي: الأمازيغية، كلغة شفوية لا يُترجم لها؛ والعربية الكلاسيكية، التي ظلت مُتداولة كتابةً وقراءةً لقرون؛ ثم الرومانية، التي انبثقت منها الإسبانية القشتالية وكان يتحدثها رجال الدين وعلماء اليهود. ولذلك، قام رايموندو بتحفيز وحث المُترجمين على نقل المُؤلفات العربية، فتمت عمليات الترجمة في فروع الرياضيات والفلك والطب والكيمياء والطبيعة والتاريخ الطبيعي وما وراء الطبيعة وعلم النفس والمنطق والسياسة. كما تُرجمت عن العربية كذلك مُؤلفات إقليدس وبطليموس وجالينوس وأبقراط، بشروح أعلام الفكر الإسلامي عليها كالخوارزمي وابن سينا وابن رشد والبطروجي ومن إليهم. وبلغت الكتب التي تُرجمت ما يزيد على خمسة وسبعين كتابًا وموسوعة. وهو الحدث الذي كان له أبعد الأثر في مصير أوروبا وفقًا لما قاله لإرنست رينان: «تولى الأسقف رايموندو رعاية جماعة من المُترجمين والكتاب فيما عُرفت في تاريخ الأدب بمدرسة طُليطلة للمُترجمين؛ وحفز أفرادها على نقل المُؤلفات العربية. فتُرجمت أعمال في الرياضيات والفلك والطب والكيمياء والطبيعة والتاريخ الطبيعي وما وراء الطبيعة وعلم النفس والمنطق والسياسة، ومنها أرسطو وشروح المسلمين عليه أو مختصراتهم له، وهي شروح ومختصرات جليلة وضعها فلاسفة مسلمون من أمثال الكندي والفارابي وابن سينا والغزالي وابن رشد». ونتيجة لذلك، أصبحت مكتبة الكاتدرائية، التي تم ترميمها بناء على أوامر رايموندو، مركزًا للترجمة على نطاق وأهمية يفوق تاريخ الثقافة الغربية.
كانت سُلطتا الكنيسة ومُؤسساتها، والتي مثلها البابا والقساوسة، والدولة المُتمثلة في السلطة الإمبراطورية من العوامل الرئيسية والمُؤثرة في حركة الترجمة بالأندلس. وخلال القرن الثاني عشر، انقسم المُترجمون إلى مجموعتين: كانت أولهما تضم المُترجمون اللاتينيون من النُخبة المُثقفة غير المُنتميين إلى شبه الجزيرة الإيبيرية، وكان أغلبهم من علماء اليهود الذين يُجيدون اللغة العربية والفلسفة والعلوم الإنسانية الأخرى. فيما ضمت ثانيهما الألفونسيون الذين شاركوا في مشروع ترجمي موله ألفونسو العاشر شخصيًا خلال القرن 13. ولجأ مُترجمو هذه الحقبة إلى التكاتف والتكامل عبر الاعتماد على العمل الجماعي المُثمر بين أصحاب جميع التخصصات والاختصاصات لغياب المعاجم المزدوجة والقواميس المختصة، فخرجت الترجمات المُنجزة، التي كانت على قدر كبير من الأمانة العلمية والجودة الترجمية.
من جانب آخر، أدى تأسيس كل من ألفونسو الثامن وألفونسو التاسع لجامعتي بالنثيا عام 1208 وسلامنكا عام 1218 على الترتيب، إلى الاستقلال النسبي للمُعلمين بمدارس الكاتدرائية، وتلا ذلك تمايز نوع دنيوي من المعرفة، مُختلفًا إلى حد ما، فيما قبل المرحلة الجامعية، ووصولًا إلى فترة حكم فرناندو الثالث، اقتربت من القصر الملكي، ولم يكن ينقصها إلا الحماية والدعم لتوطيدها بشكل تام. وأعقبها ألفونسو العاشر بدعم المدرسة الموجودة في طليطلة منذ عهد رايموندو دي توليدو، والتي تخصصت في أعمال الفلك والقانون والفيزياء والكيمياء والرياضيات. وأسس في مرسية معهدًا للدراسات عام 1269، الذي أداره محمد بن أبو بكر الرقوطي، إلا أنه لم يُوفق كثيرًا، فنُقل إلى إشبيلية، التي تأسس بها العديد من الجامعات والمدارس العامة المُختصة بالعربية واللاتينية المدعومة من قبل القصر الملكي. وكان بها كلية عربية لاتينية تُعنى بترجمة كتب الفلسفة العربية وقد أثرت فلسفة ابن رشد بصورة خاصة في الغرب وولدت حركات ثورية على تعاليم الكنيسة. وأصبحت هذه الكُتب مراجع مُعتمدة في جامعات أوروبا حتى القرن السابع عشر. ولم يقتصر الأمر فقط على مدرسة طُليطلة للمُترجمين، بل قُسمت وقتها أعمال الترجمة على العديد من مدارس الترجمة المختلفة، واستمرت مهمة هذه المدارس من خلال مشاريع المبادرة الملكية التي كانت نشطة على الأقل فيما بين عام 1250 وحتى وفاة الملك عام 1284، على الرغم من أن نشاط الترجمة لم يتوقف حصرًا عند هذا الحد. وبذلك انتشر التُراث العربي الإسلامي في النواحي العلمية والسياسية والاجتماعية والاقتصادية والروحية سياسيًا وحضاريًا وحربيًا في جنوب أوروبا وغربها وأسس العرب مراكز لحضارتهم بها. وعُدت مدارس أشبيلية وغرناطة وقرطبة جنبًا إلى جنب مع طُليطلة من أشهر مراكز الترجمة عن العربية.

## البدايات
يُعد كل من أسقف شقوبية دومينجو جونديسالبو ويوحنا الإشبيلي، اليهودي المُتحول إلى المسيحية أشهر المُترجمين الإسبان الذين عملا بالاشتراك في مجالات الفلك والتنجيم، حيث كان يوحنا يقوم بترجمة النص العربي بالإسبانية الدارجة، فيما يقوم جونديسالبو بنقلها من الإسبانية إلى اللاتينية، وعُد الأخير أهم عضو في المدرسة. وترجم يوحنا كتاب العلل مع كتابين آخرين في المنطق والطبيعة، وسر الأسرار، موسوعة عربية في القرن العاشر تشتمل على مجموعة كبيرة من المواضيع، بما في ذلك الحرفة والأخلاق والسياسة والصحة والتغذية وعلم الفلك والتنجيم والخيمياء والسحر والطب، والتي كانت مؤثرة جدًا في أوروبا خلال العصور الوسطى المُتوسطة؛ ومن ثم نُقل الكتاب إلى اللاتينية في القرن الثالث عشر واكتسبت شهرة واسعة في أوروبا. كما ترجم أيضًا للفرغاني كتاب جوامع علم النجوم وأصول الحركات السماوية والبلخي والكندي والبغدادي والبتاني وبن قرة والقبيصي. وفي الفلسفة، أنتج الترجمات اللاتينية لابن سينا وقسطا بن لوقا والفارابي وبن جبيرول والغزالي. وبشكل عام، عُرف بتوليفته للخلاصات مع ملاحظاته وتفسيراته خاصة في علم التنجيم. فيما عُد رفيقه دومينجو جونديسالبو أول من عُين مُديرًا للمدرسة بدايةً من 1180. وركز في عمله على الفلسفة بشكل حصري، جنبًا إلى جنب مع ترجمة الأعمال اليونانية والعربية وتعليقات الفلاسفة المُسلمين الأوائل في شبه الجزيرة مع أعمال ابن سينا والغزالي. وعُرف عنه أنه دائم الحذف لبعض الفقرات مع إضافته بديلًا لتعليقاته الخاصة، بدلًا من أن تكون دقيقة وفق النسخة الأصلية. ولم تتوقف جهود جونديسالبو عند الترجمة فحسب، بل قام بكتابة خلق الدنيا وفي فروع الفلسفة، إضافة إلى خلود النفس، الذي كان بمثابة آراء مبنية على دراسات ابن سينا وبن جبيرول، والذي كان له أثرًا واضحًا في كتابات جرسون بن سلمون. وعملا سويًا على ترجمة أمهات المُؤلفات الفلسفية والعلمية لمشاهير مُفكري اليونانية والعربية. واتجهت اهتماماتهما إلى ترجمة الكتب العربية التي تحتوي علومًا يونانية، فقد ترجما بأمر من رايموندو أسقف طُليطلة من اللغة العربية إلى اللغة اللاتينية بعض مؤلفات الغزالي وابن سينا مثل النفس والطبيعة وما وراء الطبيعة، ومقاصد الفلاسفة، إضافة إلى ترجمة أجزاء الإلهيات والطبيعيات والنفس من موسوعة الشفاء الفلسفية، حيث اشترك مع جونديسالبو في الجزء الأول فرانسيس دي مكراتا، فيما قام يوحنا بترجمة أجزاء المنطق؛ جنبًا إلى جنب مع كتابات أخرى لسليمان بن جبيرول وثلاث عشرة رسالة في علم الفلك، وعلم النجوم، وكتاب في الطب وسبعة في الفلسفة. كما ترجما أيضًا ولأول مرة نصوصًا جديدة لأرسطو.
ذاعت ترجمات جونديسالبو ويوحنا في أوروبا وزادت شهرة مدرسة طليطلة، وهرع إليها نفر كبير من الوافدين المُحتاجين إلى مناهل العلوم الإغريقية الشرقية التي عادت إلى الظهور في ذلك الوقت، ولم يكن هؤلاء الوافدون على دراية باللغة العربية وكانوا يلجأون إلى مُستعربي أو يهودي أهل طليطلة، فيترجمون لهم مادة الكتب العربية التي يرغبون في الإلمام بها حرفًا بحرف إلى الإسبانية الدارجة، أو يعبرون عنها باللاتينية الركيكة، ويقوم هؤلاء بدورهم في صوغها إلى اللاتينية الفصيحة، التي يتم نقلها إلى المدارس الأوروبية المتعددة. إلا أن المدرسة كانت قد وقعت في بعض الأخطاء في الترجمة إلى اللاتينية، نتجت عن سوء فهم للنصوص العربية، وأدت إلى غموض المعاني واضطرابها لدى طلاب الفلسفة حينئذ.
قام الإيطالي جيراردو الكريموني، الذي قدم من كريمونا بشمال إيطاليا حوالي سنة 1144 وأمضى ثلاثة وأربعين سنة من حياته في الترجمة، بترجمة ونقل المعرفة العربية واليونانية واليهودية في علوم الفلك والطب والرياضيات والفلسفة والمنطق وغيرها من العلوم. وكان منها ما هو لعلماء المُسلمين مثل الجير والمقابلة للخوارزمي والمنصوري للرازي والتصريف للزهراوي، أو ما هو لعلماء الإغريق مثل المجسطي لبطليموس والأصول لإقليدس. وترجم للقراء اللاتينيين جداول طليطلة، وهي أكثر البيانات الدقيقة بالتقويم الفلكي المُرتبطة بعلمي الفلك والتنجيم التي عُرفت في أوروبا في ذلك التوقيت، والتي استندت جزئيًا إلى عمل إبراهيم بن يحيى الزرقالي وأعمال جابر بن أفلح وإخوان بنو موسى وأبو كامل شجاع بن أسلم والزهراوي وابن الهيثم، (بما في ذلك كتاب المناظر. فيما قام الإنجليزي مايكل سكوت بترجمة بعض كتب أرسطو وابن سينا إلى اللاتينية، بمساعدة اليهودي أندريا، الذي كان يُعاونه في الترجمة ويفسر له ما يقرأ؛ ونقل كذلك بعض مُؤلفات البطروجي مثل الهيئة عام 1217. وعُد سكوت أول من ترجم كُتب ابن رشد إلى اللاتينية مثل السماء والعالم ورسالة النفس.

## المرحلة الانتقالية
خلال العقود التي تلت وفاة الأسقف رايموندو، انخفض نشاط الترجمة في طُليطلة بشكل كبير، على الرغم من أنه استمر في القرن الذي أعقبه، وتداخل مع مدرسة ألفونسو للمُترجمين. ومن المعروف أن مُترجمًا واحدًا على الأقل، هرمان الدلماطي قد عمل في كليهما؛ وترجم العهد القديم خلال الفترة الثانية. وكانت هذه الفترة الانتقالية عندما صُوغت الترجمة المُباشرة الأولى من اللغة العربية إلى القشتالية العامية.
قام الطبيب الإسباني مارك الطُليطلي بواحدة من أوائل ترجمات القرأن للاتينية وعدد من الأعمال الطبية المُختلفة مثل أعمال حنين بن إسحاق وأبقراط. فيما قام المُترجم الإنجليزي ألفريد الفيلسوف، المُقيم آنذاك في إسبانيا، بترجمة زائفة أرسطو النبات. حضر جون الطُليطلي إلى المدرسة لدراسة أعمال الطب قبل عودته إلى إنجلترا ليُصبح كاردينالًا. ولاحقًا، سافر إلى روما، حيث أصبح طبيبًا شخصيًا للبابا. ويُعتقد أنه قد ترجم إلى اللاتينية العديد من الأطروحات الطبية التي تناولت الطب العملي.
عمل هرمان الدلماطي في طُليطلة فيما بين عامي 1240 و1256. وبالرغم من خدمته في مانفريد من عام 1258 وحتى عام 1266، عاد إلى إسبانيا حيث أصبح مُواطن قشتالي الجنسية. وكتب معظم رسائل أرسطو عن الخطابة والشعر، مُستعينًا في تأليفه بشرح الفارابي للبلاغة والشرح والتلخيص الذي أفاد به ابن رشد عن الشعر عام 1256 مع كتاب الأخلاق النيقوماخي الذي أتم ترجمته عام 1240. وقاما كل من روبرت دي رتينِس والدلماطي بترجمة القرآن، استجابة لطلب بطرس المبجل. وقد اُعتبرت هذه الترجمات من الوافدين الجدد غير دقيقة وغير مفهومة لركاكة لغتها اللاتينية، ووضوح الفارق بينها وبين ترجمات غونثالث ويوحنا الإشبيلي الواضحة والبليغة في بعض الأحيان.

## ألفونسو العاشر ومدرسة المُترجمين

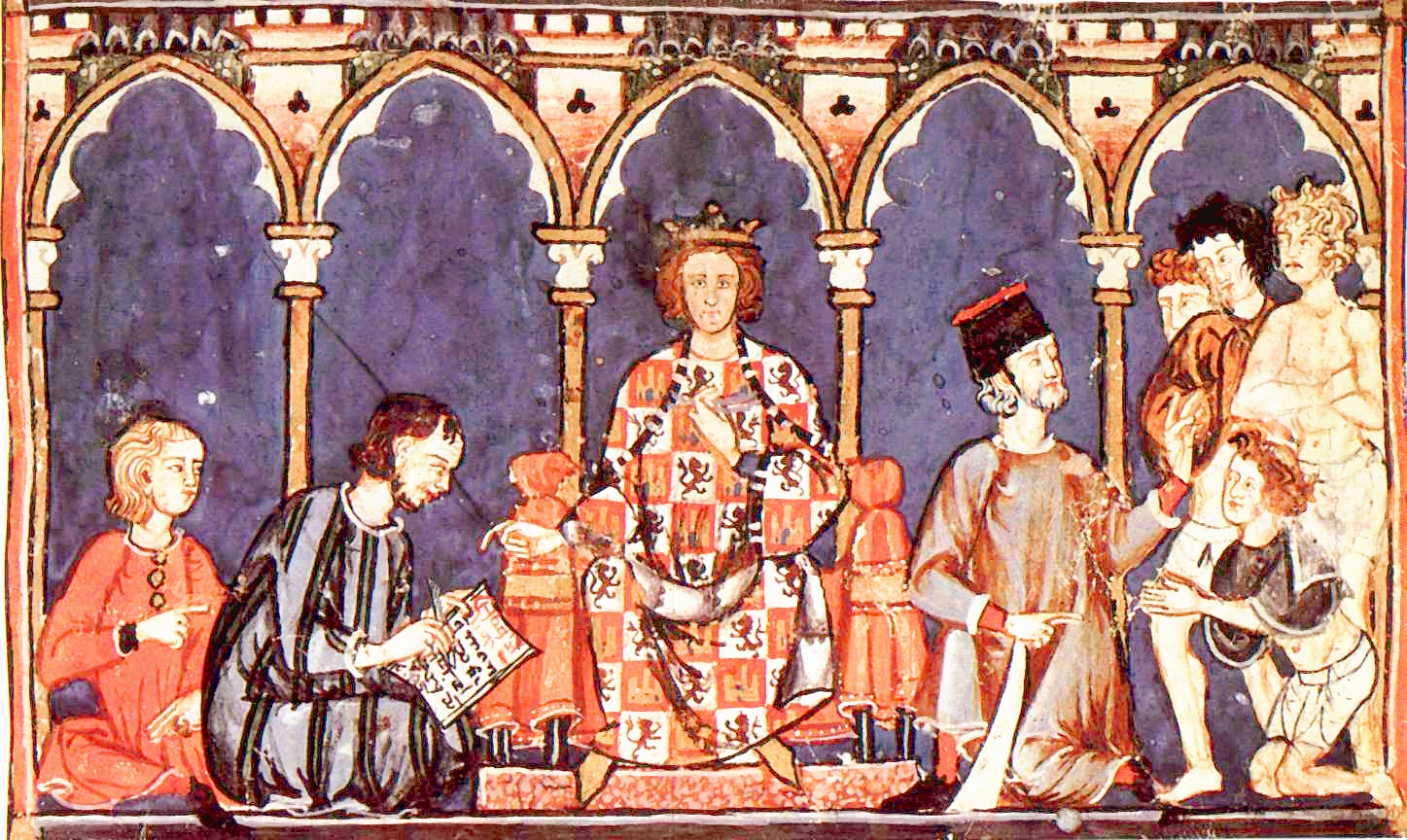
ألفونسو العاشر مع معاونيه من البلاط الملكي.

مارس ألفونسو العاشر سياسته المُنفتحة في الآداب والفكر الشرقيين. ورغم مُخاصمته المسلمين سياسيًا، إلا أن الاهتمام بالثقافة الأندلسية والإسلامية في عهده قد بلغ ذروته. وظلت إسبانيا في عهده مُستعربة إلى حد بعيد، وتعاون هو شخصيًا مع العلماء المُسلمين، واستفاد من ثراء العرب الثقافي وعلومهم وآدابهم.
تُرجمت في عهده العديد من المُؤلفات إلى الإسبانية، وكان أهمها الإنجيل وكليلة ودمنة والتلمود والسندباد عام 1253 وقسم من مُؤلفات ابن رشد. وأمر كذلك بترجمة كُتب في ألعاب شرقية كالشطرنج، إلى جانب استخدامه للموسيقى الأندلسية في وضع أناشيده. وكان له جهدًا واضحًا في ميدان التأليف، حيث جمع في طُليطلة نفرًا من أهل العلم لتصنيف كُتب علم الفلك. وبدورهم، تمكنوا من النهوض والتقدم بالدراسات الفلكية بفضل مُشاهداتهم ونقلهم العلمي. وكان ألفونسو العاشر دائم الإشراف على الأعمال التي كانت تجري في مدرسته الطليطلية، وكان يأمر بترجمة ما يرى نقله من الكتب الأندلسية خاصةً ويقوم بترتيبها بنفسه. وأمر كذلك بصنع آلات وأجهزة لم تكن معروفة إلى ذلك الحين. وأشرف بنفسه على توجيه مُساعديه في أعمال الترجمة والتحرير أو التلخيص. وكان يُراجع ما يُنجز من ترجمات ويُصلح من أسلوبها، حيث يتضح ذلك، بشكل جلي، في مُقدمة الأوامر الخاصة بكُتب النجوم الأربعة. وجاء فيها: «هذا هو كتاب هيئات النجوم الثابتة الكائنة في السما الشافية، مما أمر بترجمته من الكلدانية والعربية إلى الإسبانية الملك دون ألفونسو... بعد أن رتبها الملك المذكور وأمر بتصنيفها ثم استبعد منها الآراء التي وجد أنه قد تقادم بها العهد أو تكررت في الكتاب، والعبارات التي لم يكن أسلوبها قشتاليًّا قوميًا ووضع محلها عبارات أخرى تفي بالمراد». وتألفت كُتب علم الفلك من الكتب الأربعة في نجوم الفلك الثامن والكتب الألفنسية في أجهزة علم الفلك وأدواته وكتبه وكتاب الزيج الألفونسي. وكانت الكثير من الكُتب التي استُخدمت في هذه التآليف نقولًا عن الزرقالي ومسلمة المجريطي وعلي بن خلف فلكي المأمون بن ذي النون صاحب طليطلة وغيرهم الكثير.
كما نشطت في عهده وتحت إشرافه كتابة التاريخ على الطريقة الحولية اقتداءًا بالطريقة الإسلامية في تدوين التاريخ، فدونت عدة حوليات من أشهرها الحولية التاريخية الكبرى لإسبانيا التي كُتبت باللغة القشتالية، واعتمد واضعوها على مصادر تاريخية عربية مثل كتاب البيان الواضح في الملم الفادح المفقود لابن علقمة البلنسي، الذي نقل عنه عدد من المُؤرخين اللاحقين أمثال ابن عذاري المراكشي وابن الأبار وابن الخطيب؛ وكتاب ابن الكردبوس الاكتفاء في أخبار الخلفاء.
يُعد كتاب القانون ذي الأجزاء السبعة من أشهر الكتب التي تُرجمت من العربية إلى الإسبانية في عهد ألفونسو العاشر عام 1265، وهي أول مجموعة من القوانين الحديثة المكتوبة في قشتالة، حيث عالجت وبحثت في الكثير من جوانب الحياة المدنية والجنائية وغيرها من الأمور. وكان يهدف إلى الوصول إلى بعض القوانين الموحدة للمملكة. كان اسمه الأصلي كتاب القانون، إلا أن تغَّير إلى اسمه الحالي في القرن الرابع عشر، وكان ذلك من خلال الأجزاء التي تم تقسيمها. وهي على النحو التالي: يتناول الجزء الأول جوهر القانون ويتحدث بشكل أساسي عن القانون؛ بينما يدور الجزء الثاني حول الحكومة والعلاقات القانونية بين السادة والتابعين؛ فيما يُبرز الجزء الثالث القانون الإجرائي والقانون المدني؛ ويشتمل الجزء الرابع على قانون الزواج وقانون العائلات والأنساب والأحوال المدنية؛ ويشرح الجزء الخامس القانون التجاري؛ ويتناول الجزء السادس قانون الوصايا والميراث؛ وختامًا مع الجزء السابع الذي يطرح القانون الجنائي. كما لقيت المؤلفات العربية الإسلامية في المعادن والأحجار اهتمامًا خاصًا من قبل ألفونسو العاشر في أواخر القرن الثالث عشر، حيث يرجع له الفضل في ترجمة كتاب الجواهر والذي كان صورة مُلونة طبق الأصل من الكتاب الأصلي.

## دور مدرسة المُترجمين في نقل الحضارة الإسلامية إلى أوروبا
كان مسار الترجمة في الأندلس مُختلفًا عن غيرها خاصة من القرن العاشر ومرورًا بالقرن الحادي عشر، مع حركة الترجمة التي برزت بطُليطلة، بعد انتقال مركز العلم والريادة إليها خلال القرنين الثاني والثالت عشر؛ والتي كان لها دور في تعريف واطلاع الغرب على تراث المُسلمين ومعارفهم، حيث ازدهرت بها المكتبات العلمية وتعايش بها السكان من مختلف الأجناس والطوائف مما ساعد في النهوض بحركة العلم والترجمة فيها. وهو بدوره ما أدى إلى نشأة مدرسة الترجمة والتي أفرزت العديد من الكتب العلمية المُترجمة. وعكف المُترجمون والعلماء المسلمون واليهود والنصارى من شتى الطوائف على قراءة وترجمة مُؤلفات المُسلمين العلمية وترجمتها إلى اللغات الأجنبية حتى يتمكن الأوروبيون من الاطلاع على ما وصل إليه المُسلمين من تقدم وتطور. وكان ذلك مع الجهود الكبيرة التي بذلها ألفونسو العاشر وجماعته لنقل التراث العلمي إلى اللغتين القشتالية واللاتينية.
استمرت حركة الترجمة بفضل التواجد المُهم لجماعات إسبانية/عربية خلال القرون الوسطى حتى طرد المسلمين من إسبانيا عام 1492 ولكنها استمرت حتى منتصف القرن السادس عشر تقريبًا. وقام المُورسكيون بعد ذلك بمهمة ترجمة أعمال عربية إلى الإسبانية. واستمرت الدراسات العربية في إسبانيا طيلة القرن الثامن عشر. وبدءًا من القرن التاسع عشر، تحولت الدراسات العربية في إسبانيا إلى مهمة أكاديمية ركزت جل اهتمامها على الدراسات الأندلسية وتاريخ الأندلس. وفي هذه الفترة ظهرت شخصيات مهمة كان لها الفضل في تأسيس حركة الاستعراب الإسباني. ومن مظاهر هذه النهضة العلمية في الوقت الحالي آلاف المخطوطات العربية المحفوظة في مكتبة الفاتيكان بروما.

## المقر
يقع مقر مدرسة المُترجمين بقصر الملك دون بيدرو الرابع ملك أراغون في ميدان القديسة إيزابيل، وهو مبنى مُدجَّن تم تشييده في وسط المدينة خلال القرن الرابع عشر، ويعده المُختصون نموذجًا لفن القصور المُدجن والأفضل حفظًا في المدينة. ويحتوي مقر المدرسة على قاعة للمحاضرات وقاعة للاجتماعات وأخرى مُجهزة مُتعددة الأغراض وقاعات الدروس ومكتبة تابعة للجامعة الإقليمية كاستيا لا مانتشا، بأكثر من أربعة عشر ألف عنوان حول الماضي العربي واليهودي والمسيحي لمدينة طُليطلة وكذلك في علم الاجتماع والأديان والتاريخ والأدب والفن والترجمة جنوب وشرق البحر المتوسط.

## أنشطتها
قامت مدرسة طُليطلة للمُترجمين بأنشطة هامة مثل اللقاءات والندوات الدولية خلال القرن العشرين مثل مُنتدى الترجمة في منطقة البحر المتوسط عام 1994؛ والفكر وعبور الأفكار في المُتوسط: دور الترجمة عام 1995؛ والهجرة والترجمة والثقافة عام 1996؛ والأدب والترجمة في غرب المتوسط: المغرب وأوروبا عام 1996؛ والاستشراق والغرائبية والترجمة عام 1997؛ ولغة وثقافة المنشأ: أطفال مغاربة في المدارس الإسبانية عام 1997؛ وترجمة الأدب العربي المُعاصر في أوروبا: عشر سنوات بعد حصول محفوظ على نوبل عام 1998؛ ومُنتدى المُبدعين والكتاب المغاربة والإسبان عام 1998. ومن ضمن مشروعاتها يبرز برنامج للترجمة بعنوان أدب الطفل والشباب وهو من الأجناس غير المُنتشرة في الأدب العربي. ومن الأعمال التي يتضمنها هذا المشروع يوميات هر لأميل نصر الله وهو عن الحرب الأهلية اللبنانية، وقد تُرجم إلى ست لغات. وخرباشات لنادين توما التي حازت جائزة المعرض الدولي لأدب الطفل ببولونيا.

## معرض الصور

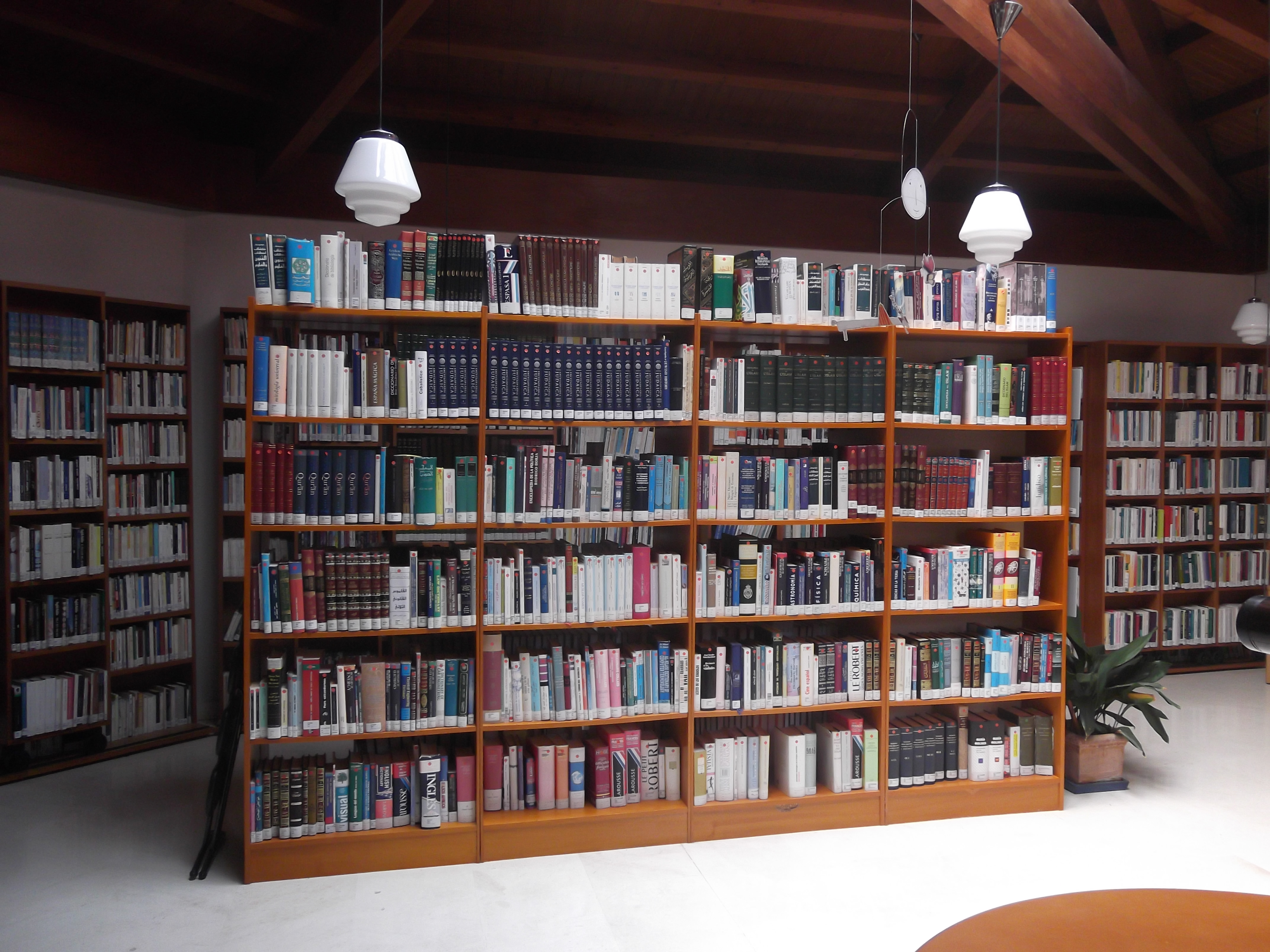
صورة لمكتبة مدرسة طليطلة للمترجمين الحالية التابعة لجامعة كاستيا لا مانتشا.

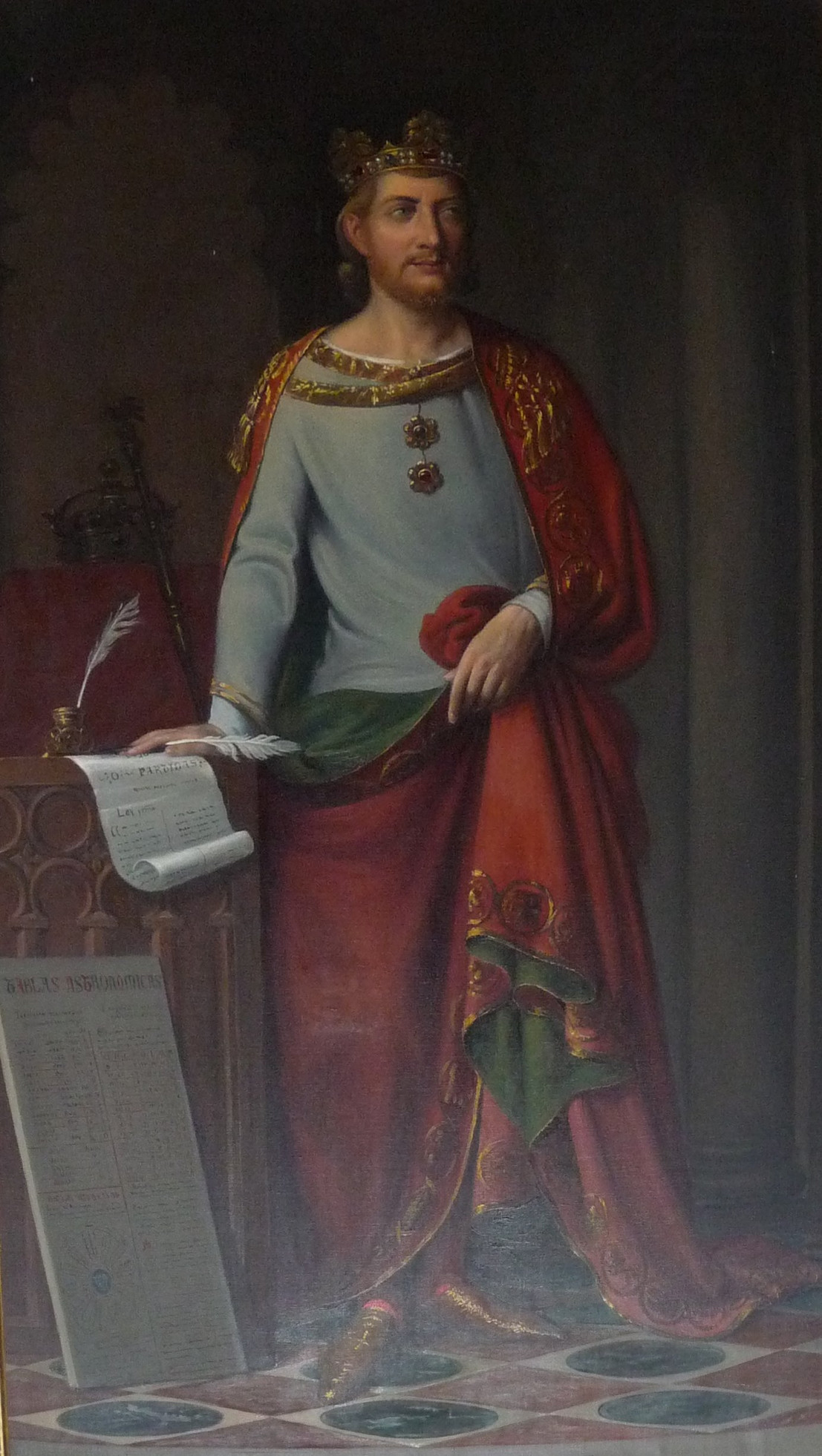
بوتريه لألفونسو العاشر الحكيم.
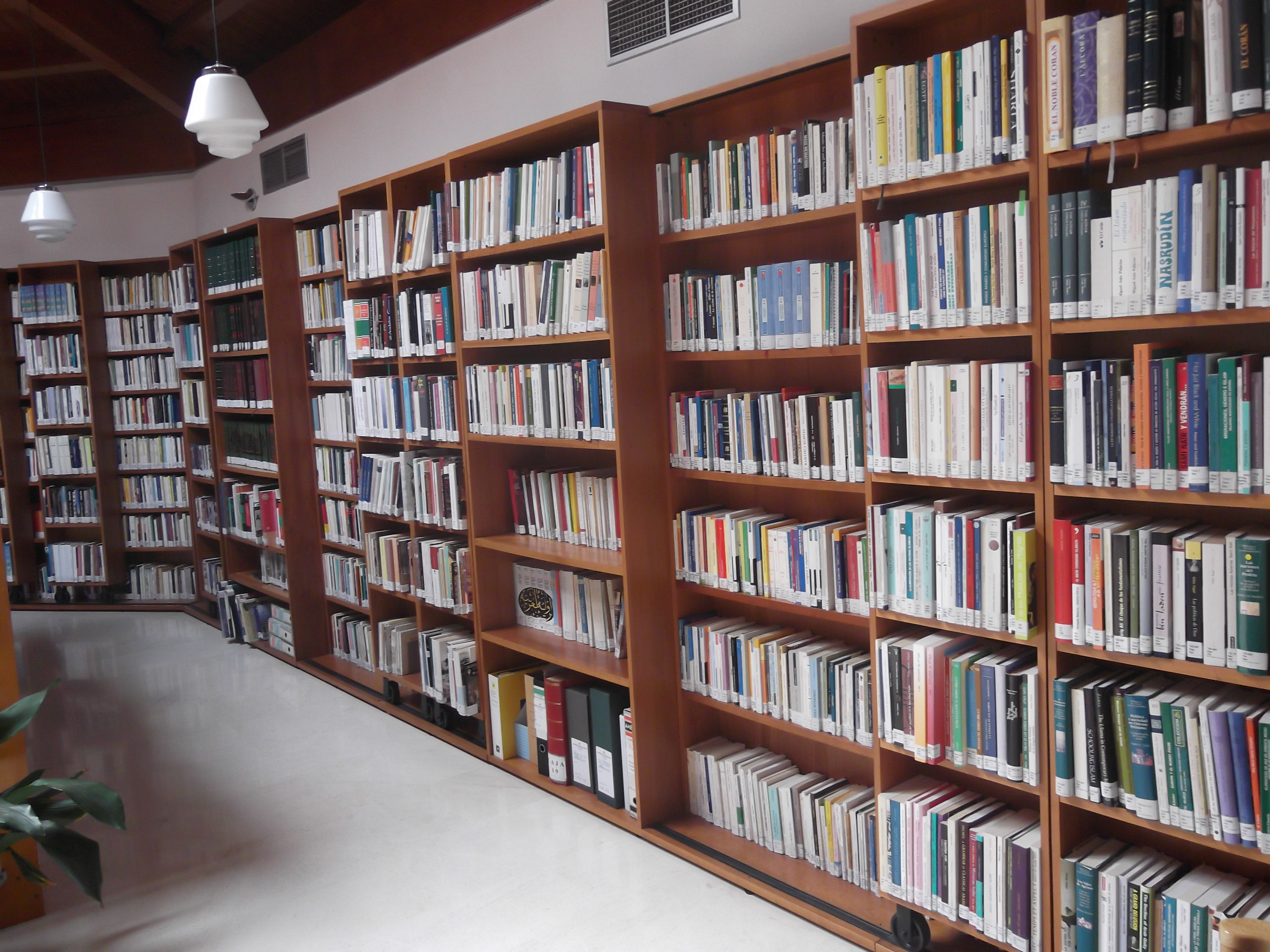
المكتبة من الداخل.
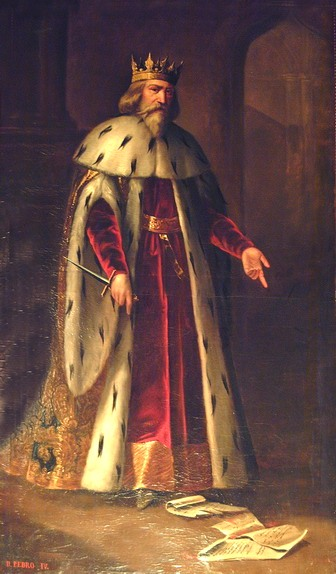
بوتريه للملك بيدرو الرابع ملك أراغون.
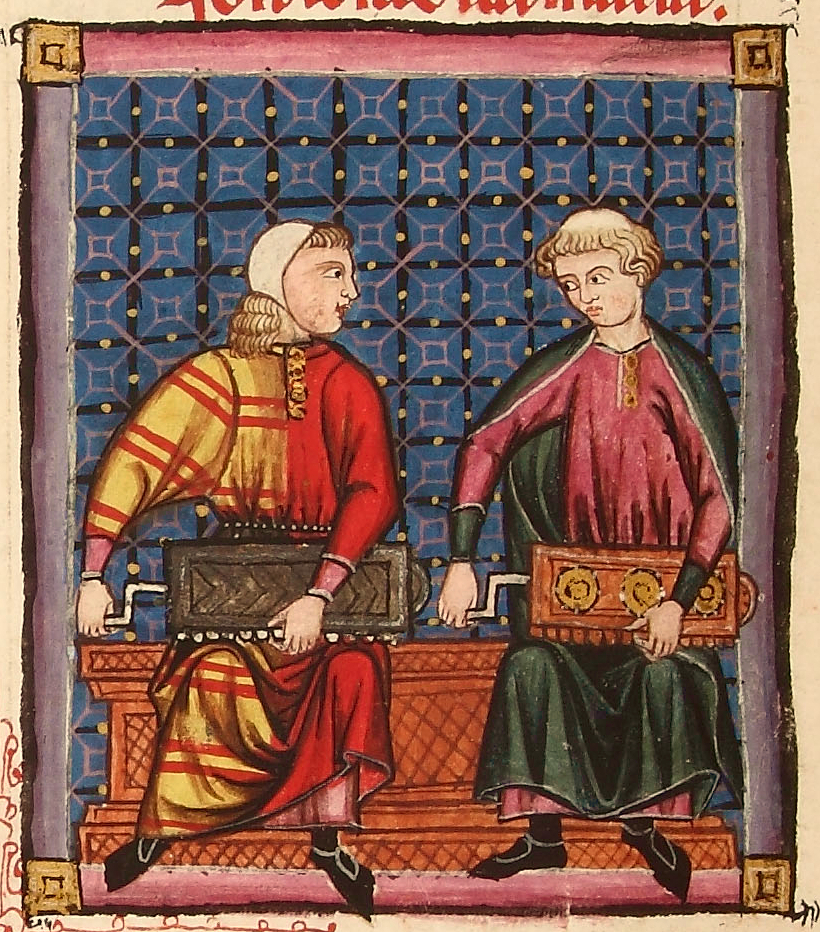
لاس كانتيجاس دي سانتا ماريا.
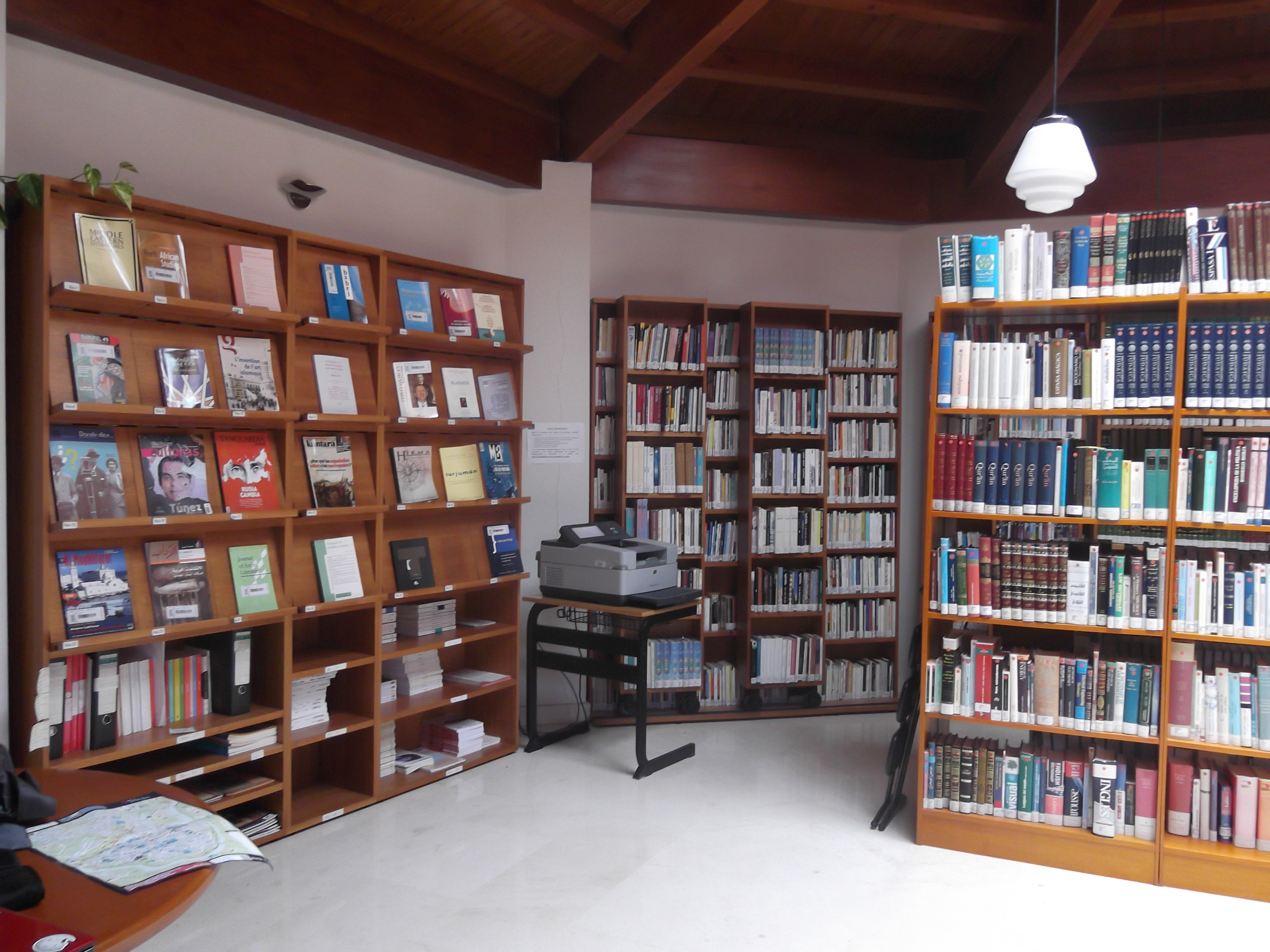
المكتبة من الداخل.
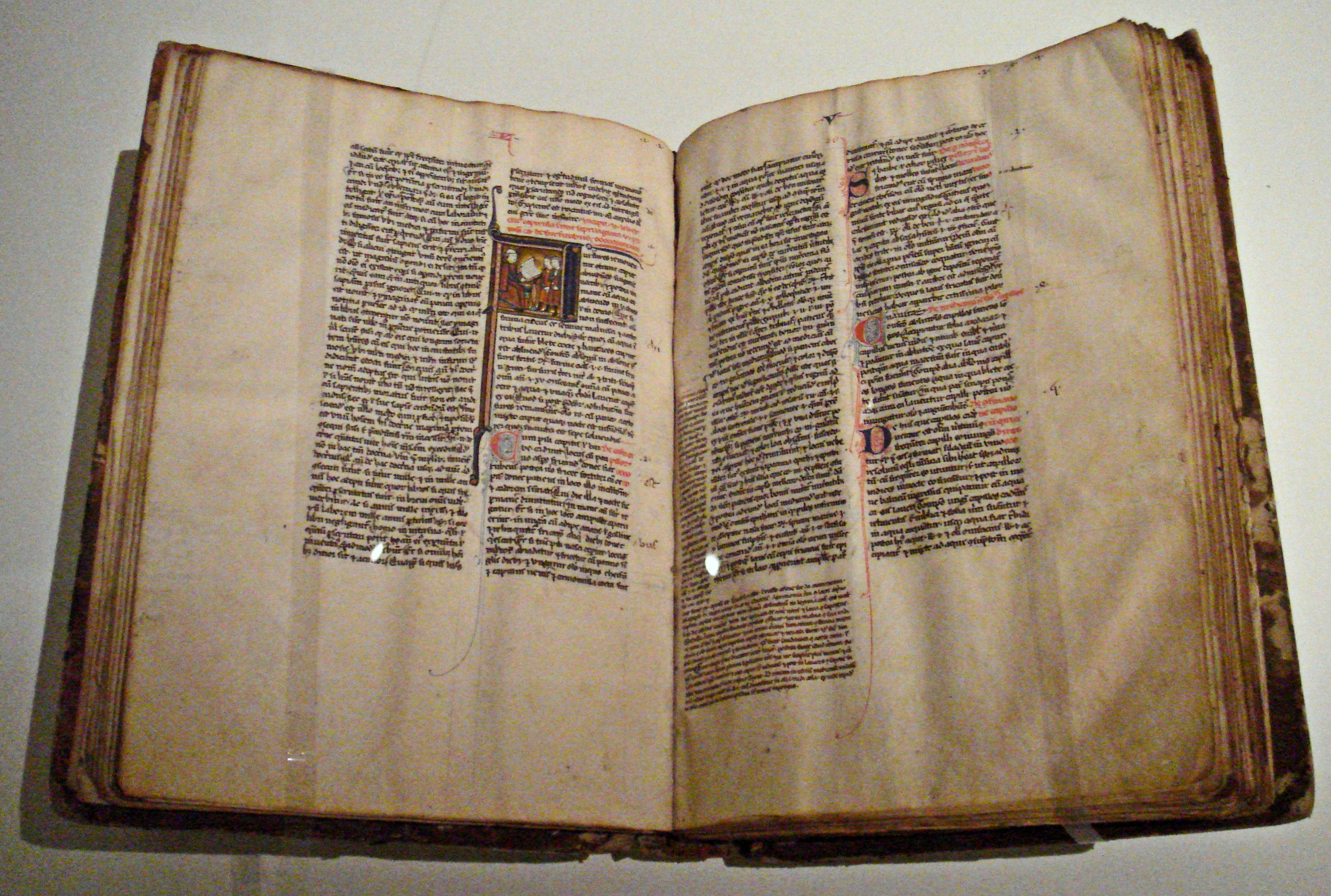
من داخل كتاب التصور الأوروبي للطبيب الفارسي الرازي، في إحدى ترجمات جيرارد الكريموني من العربية.
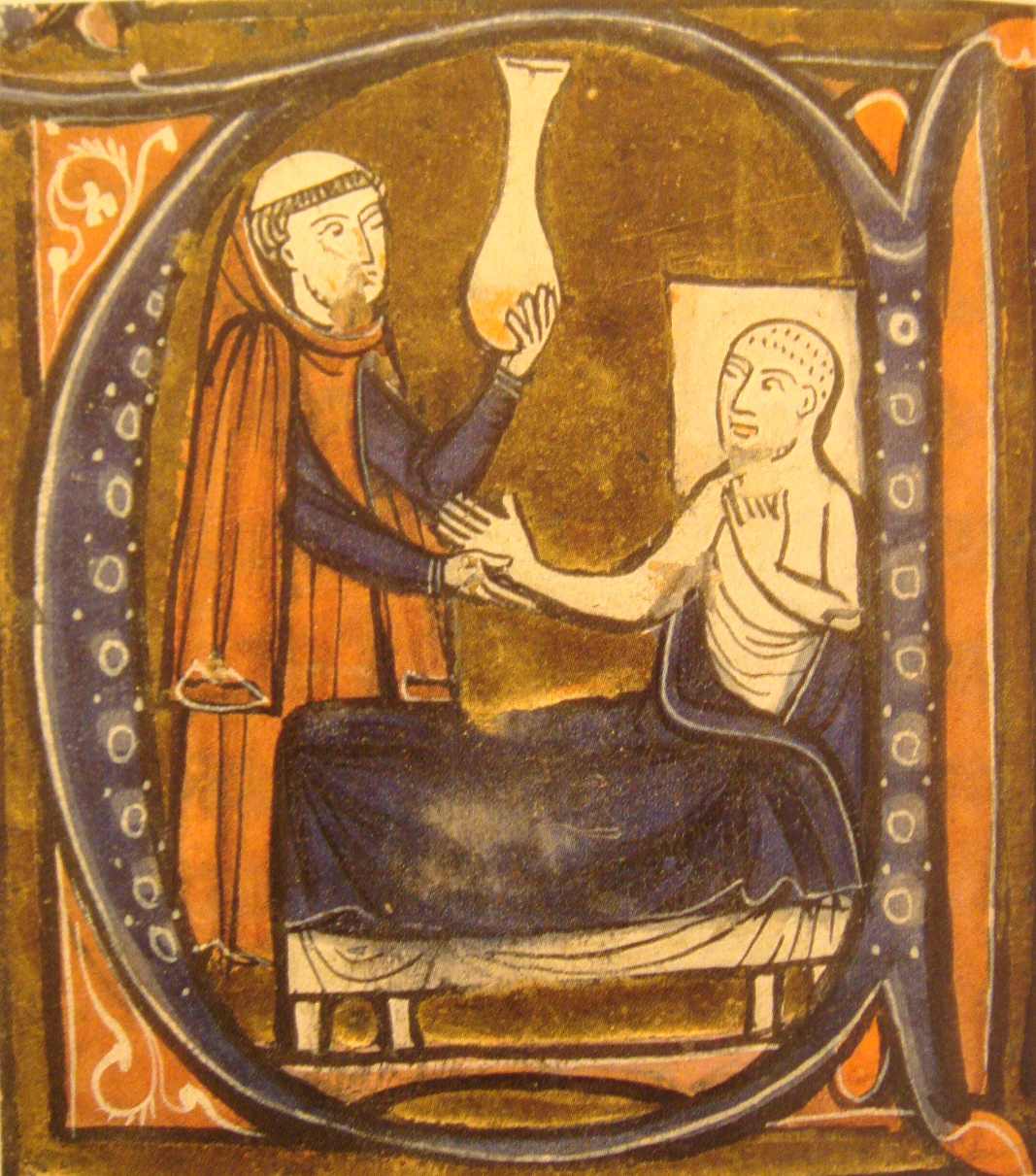
غلاف كتاب التصور الأوروبي للرازي، في إحدى ترجمات جيرارد الكريموني من العربية.
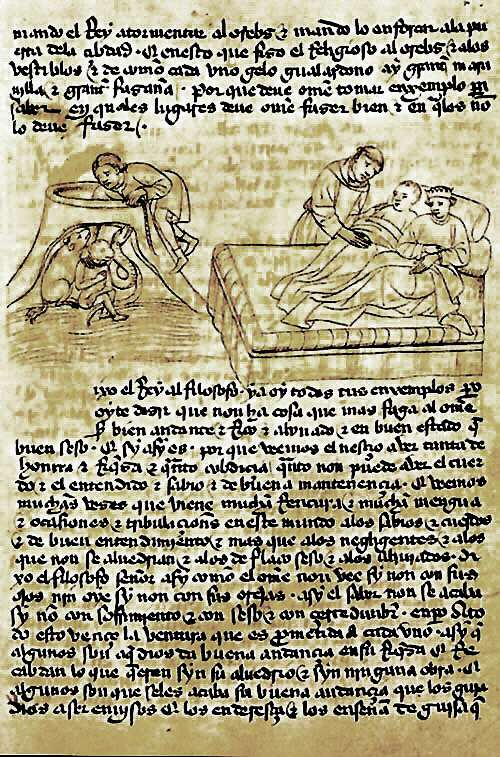
كليلة ودمنة.
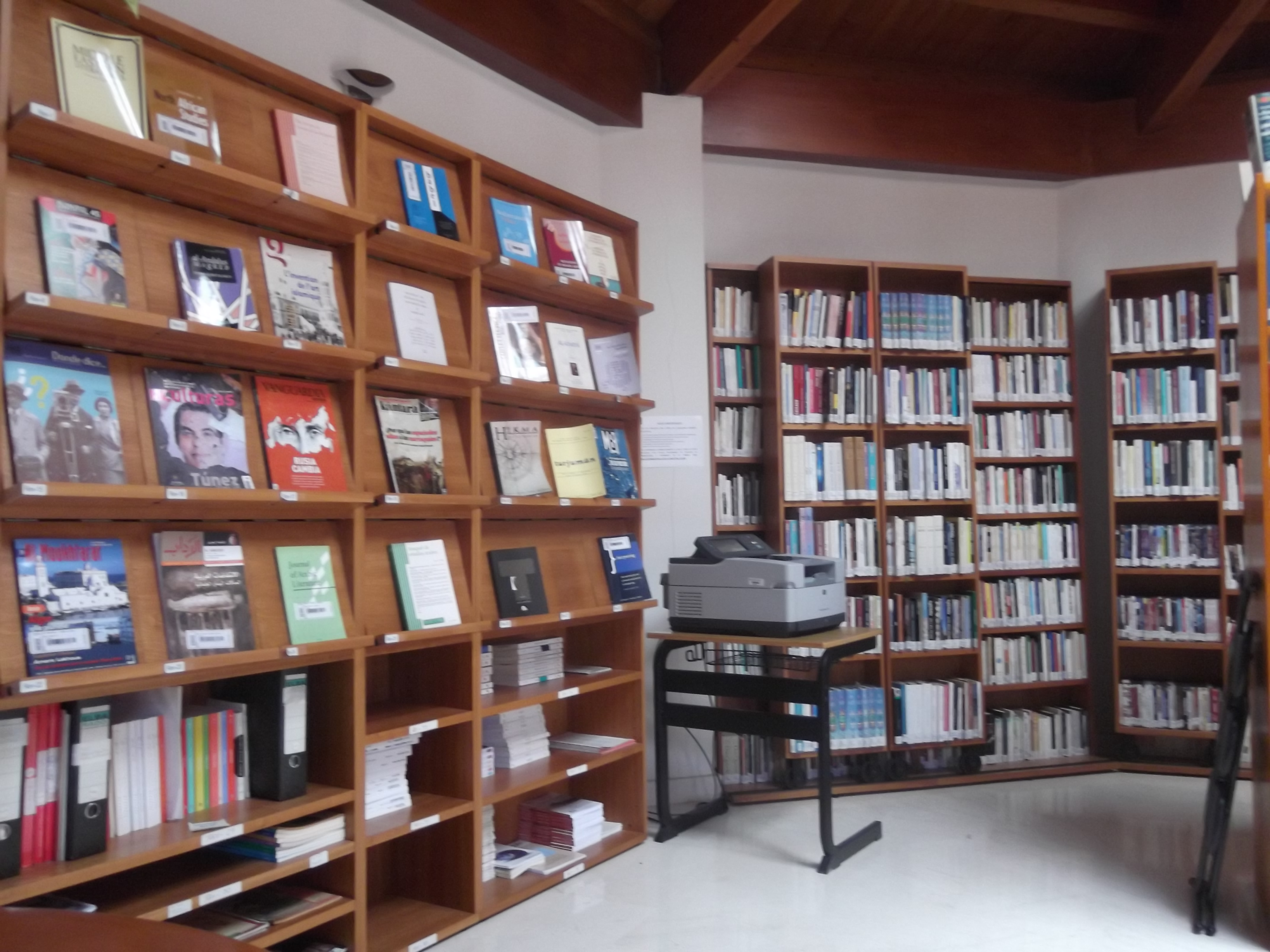
المكتبة من الداخل.
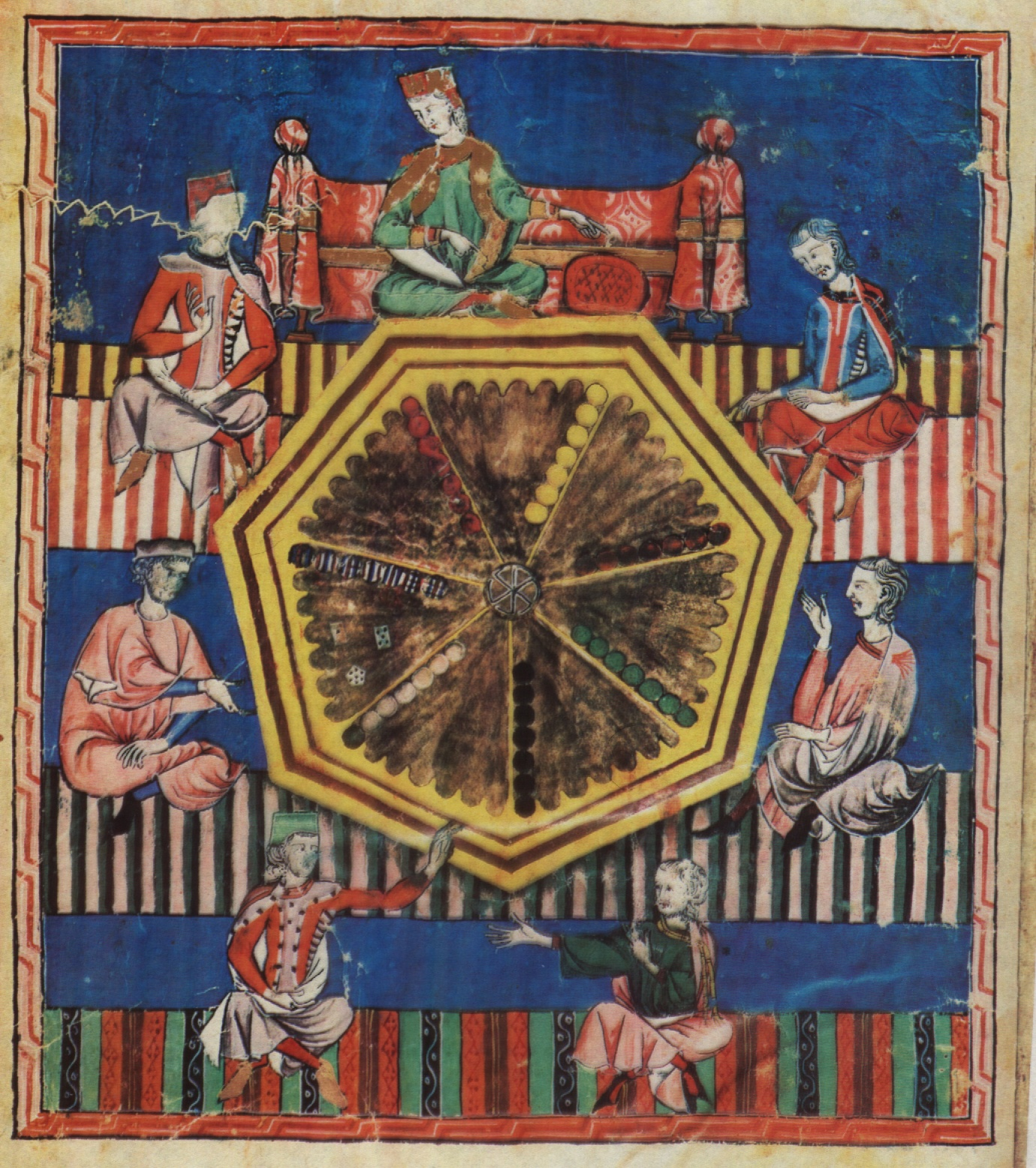
لعبة الجداول الفلكية في كتاب الألعاب.
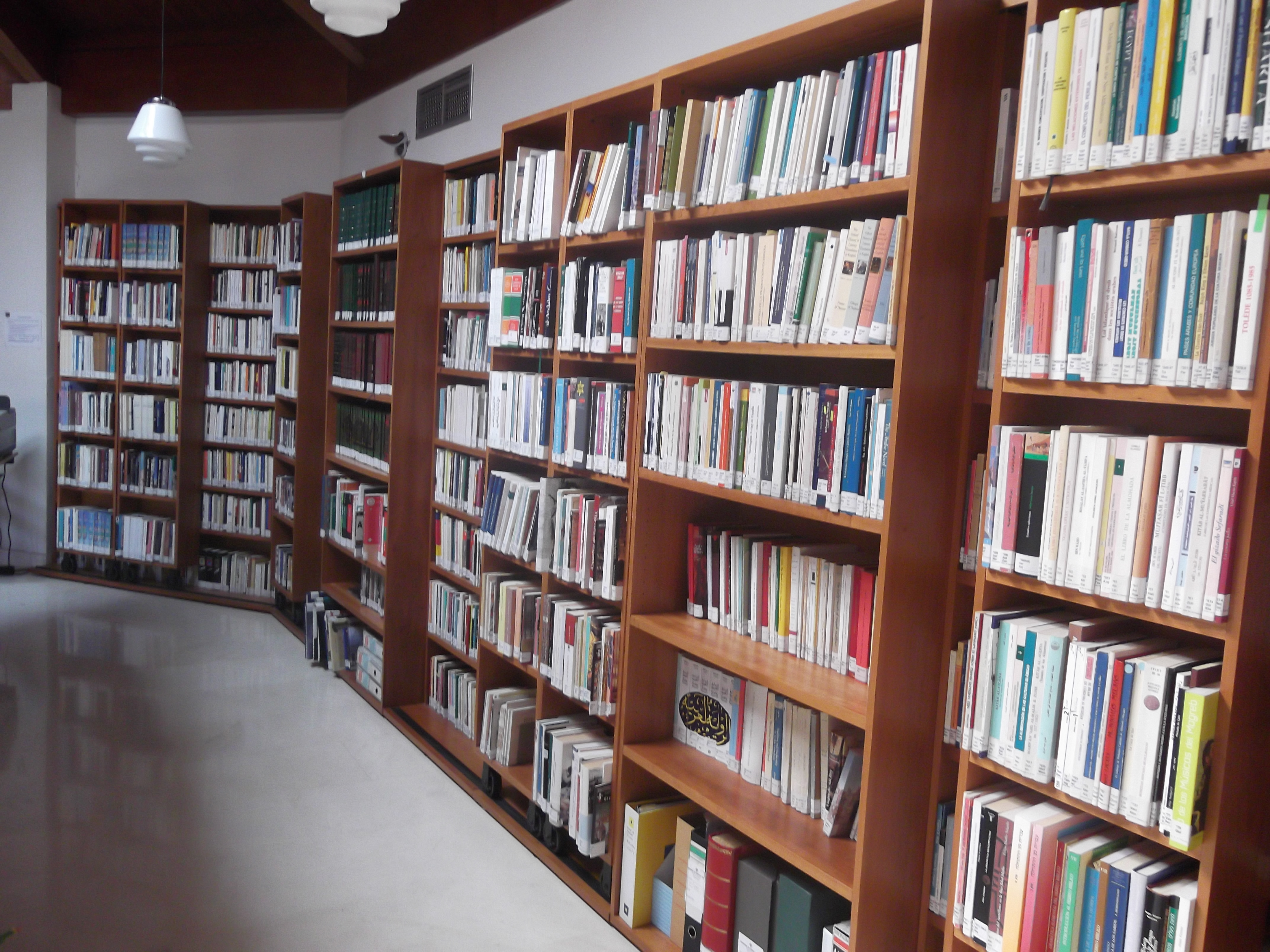
المكتبة من الداخل.
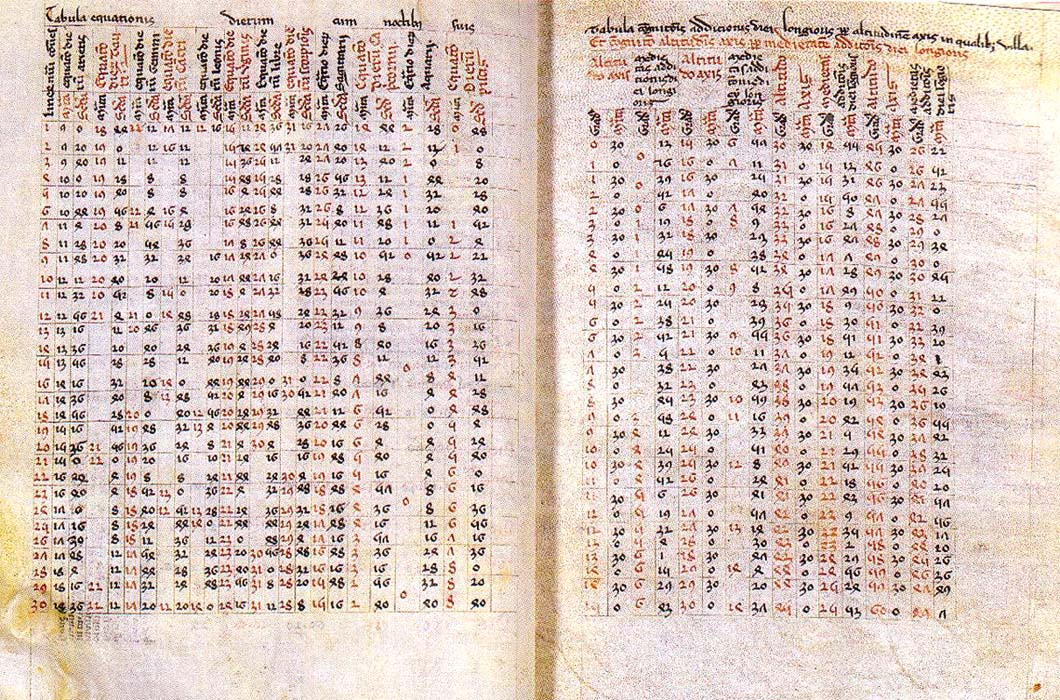
الجداول الفلكية لألفونسو الحكيم.